# ウィルフリッド・エドワード・フランシス・ジャクソン
ウィルフリッド・エドワード・フランシス・ジャクソン（Wilfrid Edward Francis Jackson, 1883年 - 1971年）は、イギリス帝国の植民地総督。

## 政治経歴
ジャクソンは1930年8月30日から1937年6月7日まで第23代イギリス領モーリシャス総督を務めた。
在任中の1933年に憲法改正が実施され、1936年2月にはモーリス・キュルがモーリシャス初の政治政党である労働党を結成した。ジャクソンは職務上の理由により、モーリシャスを離れることがしばしばあった。ジャクソンが不在の間は、モーリシャス植民地長官エドワード・ウォルター・エヴァンスが代行を務めた。エヴァンズが代行を任された期間は、1932年8月24日から1933年4月29日まで、1934年9月3日から1934年10月26日まで、1936年4月7日から1936年12月4日まで、および1937年6月7日から1937年10月23日までであった。
その後ジャクソンは1937年11月19日から1941年11月7日までイギリス領ガイアナ総督を務め、1941年6月19日から1945年4月28日までタンガニーカ植民地総督を務めた。